# Bridgewater Associates
Bridgewater Associates je americká společnost pro správu investic, kterou v roce 1975 založil Ray Dalio. Firma poskytuje služby institucionálním klientům včetně penzijních fondů, nadačních fondů, nadací, zahraničních vlád a centrálních bank.
Využívá globální makroinvestiční styl založený na ekonomických trendech, jako je inflace, směnné kurzy měn a hrubý domácí produkt USA. Společnost Bridgewater Associates začínala jako institucionální investiční poradenská služba, přešla na institucionální investování a v roce 1996 se stala průkopníkem investičního přístupu založeného na paritě rizika.
V roce 1981 společnost přesunula své sídlo z New Yorku do Westportu ve státě Connecticut a v současné době zaměstnává 1 500 zaměstnanců. K březnu 2021 spravovala aktiva v hodnotě přibližně 140 miliard USD.